# Ghetto de Lakhva

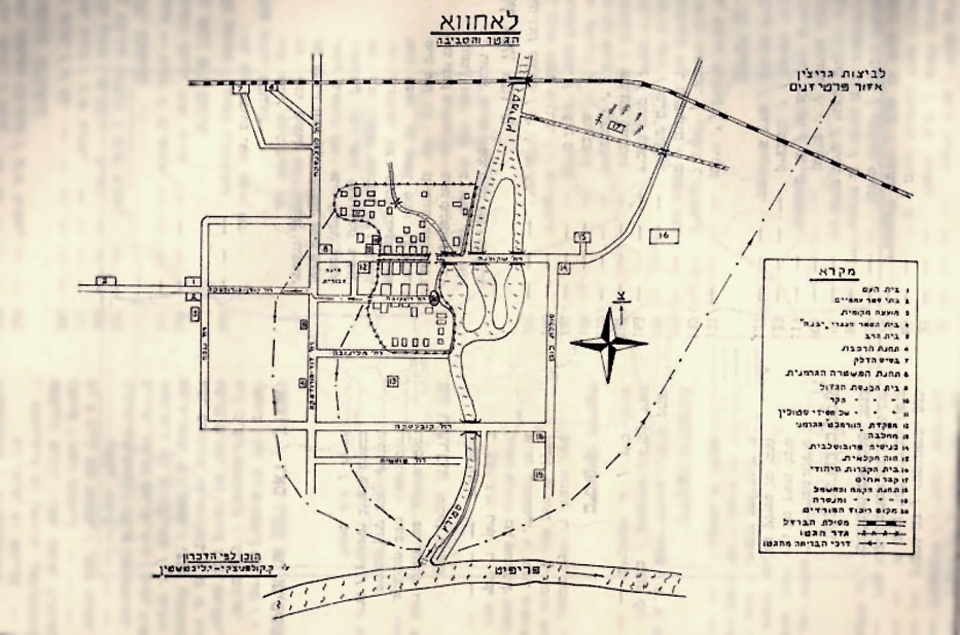
Carte du Ghetto de Lakhva

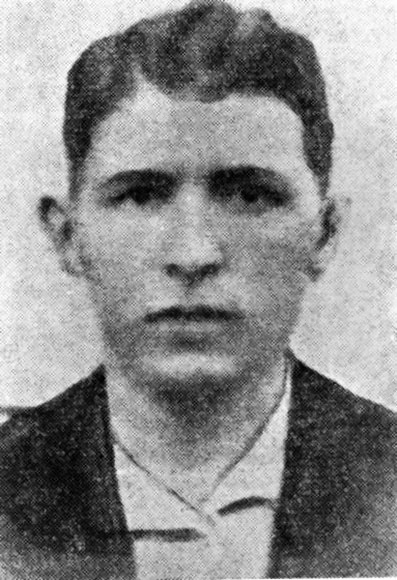
Yitzhak Rochzyn (ou Icchak Rokchin), chef des résistants juifs du Ghetto de Lakhva lors du soulèvement.

Le ghetto de Lakhva ou ghetto de Łachwa est un ghetto créé le 1er avril 1942 par les nazis allemands dans la ville de Łachwa en Pologne occupée (aujourd'hui Lakhva en Biélorussie), dans le but de la persécution, terreur et exploitation des Juifs locaux. Le ghetto a existé jusqu'en septembre 1942. C'est dans ce ghetto qu'eut lieu l'un des premiers soulèvements, voire le premier soulèvement, après l'invasion de la Pologne par les nazis et les soviétiques.

### Sources
- (en) Cet article est partiellement ou en totalité issu de l’article de Wikipédia en anglais intitulé « Łachwa Ghetto » (voir la liste des auteurs).